# Thenon
Thenon é uma comuna francesa na região administrativa da Nova Aquitânia, no departamento Dordonha. Estende-se por uma área de 25,75 km². Em 2010 a comuna tinha 1 276 habitantes (densidade: 49,6 hab./km²).